# Гирсовское сельское поселение
Гирсовское сельское поселение — муниципальное образование в составе Юрьянского района Кировской области России.
Центр — посёлок Гирсово.

## История
Гирсовское сельское поселение образовано 1 января 2006 года согласно Закону Кировской области от 07.12.2004 № 284-ЗО.

## Население
| 2010  | 2012  | 2013  | 2014  | 2015  | 2016  | 2017  |
| ----- | ----- | ----- | ----- | ----- | ----- | ----- |
| 1140  | ↘1121 | ↗1122 | ↘1099 | ↗1100 | ↘1086 | ↘1044 |
| 2018  | 2019  | 2020  | 2021  |       |       |       |
| ↗1054 | ↘1037 | ↘1029 | ↘935  |       |       |       |

## Состав сельского поселения
| № | Населённый пункт  | Тип населённого пункта          | Население |
| - | ----------------- | ------------------------------- | --------- |
| 1 | Гирсово           | посёлок, административный центр | 981       |
| 2 | Гирсово           | железнодорожная станция         | 75        |
| 3 | Гирсовский карьер | населённый пункт                | 43        |
| 4 | Искра             | деревня                         | 14        |
| 5 | Никольский Затон  | деревня                         | 21        |
| 6 | Слободино         | деревня                         | 6         |